# Squire Yarrow
Squire Yarrow, né le 28 juillet 1905 à Hackney et mort le 11 avril 1984, est un athlète britannique, spécialiste du marathon.

## Carrière
Lors des Championnats d'Europe de 1938 à Paris, Squire Yarrow remporte la médaille d'argent du marathon, derrière le Finlandais Väinö Muinonen, en 2 h 39 min 3 s. Il termine septième du marathon des Championnats d'Europe de 1946 à Oslo avec un temps de 2 h 30 min 40 s (il sera découvert après coup que le parcours était trop court).